# كارستن اولسن
كارستن اولسن (بالدنماركية: Carsten Olsen)‏ هو عالم بيئة وأحيائي دنماركي، ولد في 1 مارس 1891 في كوبنهاغن في الدنمارك، وتوفي بنفس المكان في 19 أغسطس 1974.